# Heinz Kuhbier
Heinz Kuhbier (* 16. April 1907 in Gummersbach; † 28. November 1998) war ein deutscher Jurist, Verwaltungsbeamter und Oberkreisdirektor des Landkreises Siegen.

## Leben
Kuhbier war als Rechtsanwalt tätig, dann als Angestellter des Deutschen Gemeindetags in der Mitteldeutschen Gemeindeverwaltungs- und Sparkassenschule Halle (Saale). Er trat der SA bei (1933ff.), in der er Rottenführer war, und 1934 dem NSRB. Nach Ablauf der vierjährigen Mitgliedssperre beantragte er im Juni 1937 die Aufnahme in die NSDAP und wurde rückwirkend zum 1. Mai desselben Jahres aufgenommen (Mitgliedsnummer 4.448.655). Er erhielt 1944 das Kriegsverdienstkreuz II. Klasse.
Nach NS-Ende wurde er im Entnazifizierungsverfahren zunächst als Mitläufer in die Kategorie IV eingestuft, dann als unbelastet in die Kategorie V. Nach Angaben des Heimatforschers Lothar Irle war der nun Parteilose von 1947 bis 1963 Kreisdirektor des Landkreises Siegen, dann in der Nachfolge von Erich Moning von 1964 bis 1972 Oberkreisdirektor.
Er war Mitglied der Studentenverbindung ATV Marburg im ATB.